# Brennan Elliott
Brennan Elliott (24 de marzo de 1975; Calgary, Alberta, Canadá) es un actor canadiense. Una de sus primeras apariciones en la pantalla fue en el video musical de la canción 1991 La vida de Tom Cochrane es una autopista. Tiene una esposa llamada Camila, con la cual tienen un hijo.

## Filmografía
- Flower Shop Mystery: Dearly Depotted (2016)
- A Christmas Melody (2015)
- Night at the Museum: Secret of the Tomb (2014)
- Heart of dance (2013)
- Cedar cove Christmas (2013)
- Cedar Cove (2013)
- Curse of Chucky (2013)
- Blood Shot (2013)
- Dirty Teacher (2013)
- Hawai 5.0 (2013)
- Monday Mornings (2013)
- Flashpoint (2012)
- Rizzoli & Isles (2012)
- El beso que nunca nos dimos (2012)
- Murder on the 13th Floor (2012)
- Cupid (2012)
- I Meat a Producer and Moved to L.A. (2011)
- Take me Home (2011)
- Navy: Investigación criminal (2010)
- Divina de la muerte (2010)
- Confession (2010)
- CSI: Miami (2010)
- Black Widow (2010)
- Sin cita previa (2009)
- Castle (2009)
- El coche fantástico (2008)
- Niñera express (2008)
- Ghost Whisperer (2008)
- Bones (2008)
- Anatomía de Grey (2007)
- Los 4400 (2006-2007)
- Mujeres desesperadas (2007)
- ¿Qué hacemos con Brian? (2006-2007)
- Caso abierto (2006)
- Flight 93 (2006)
- Women in Law (2006)
- C.S.I. (2006)
- Doctoras de Philadelphia (2000-2005)
- Justicia ciega (2005)
- Eyes (2005)
- House (2004)
- Sin rastro (2004)
- Monk (2004)
- North Shore (2004)
- Marcado por su pasado (2000)
- G-Saviour (2000)
- Poltergeist: El legado (1999)
- Doble traición (1999)
- En el punto de unión (1999)
- First Wave (1998-1999)
- La red (1999)
- Dream House (1998)
- The Adventures of Shirley Homes (1998)
- Welcome to Paradox (1998)
- Más allá del límite (1998)
- Viper (1997)
- Madison (1997)
- Stone Coats (1996)
- La vida de Tom Cochrane es un autopista (1991) (musical)

- Datos: Q4961247